# Occupazione d'urgenza
L'occupazione d'urgenza è l'istituto giuridico in base a cui la pubblica amministrazione anticipa gli effetti di un procedimento d'espropriazione per pubblica utilità appena iniziato o in fieri: ciò allo scopo di ottenere subito la disponibilità dell'area su cui realizzare l'opera pubblica, senza attendere i tempi, di solito abbastanza lunghi, della procedura di espropriazione per pubblica utilità.
Esiste anche l'occupazione per somma urgenza, che prescinde da qualsiasi procedura espropriativa vera e propria (che eventualmente seguirà), nel caso in cui, in presenza di calamità naturali od altri eventi eccezionali, l'amministrazione pubblica acquisisce la disponibilità di terreni od altri immobili su cui realizzare le opere indispensabili per far fronte alle necessità immediate derivanti dalle esigenze eccezionali.

## Origine
L'istituto dell'occupazione d'urgenza non era previsto dalla legislazione sull'espropriazione per pubblica utilità del 1865, ma è stata introdotta in seguito nelle modifiche della cosiddetta "legge Napoli" del 1885, ed è poi diventata di larghissimo uso, tanto da precedere quasi tutte le procedure di espropriazione per pubblica utilità.
Per poter accedere a tale istituto giuridico occorreva che, oltre ad una dichiarazione di pubblica utilità dell'opera pubblica, vi fosse anche una dichiarazione di urgenza ed indifferibilità dell'opera, ma ben presto divenne prassi che tutte le opere pubbliche venissero dichiarate, oltre che di pubblica utilità, anche urgenti ed indifferibili, sino a che nella seconda metà del XX secolo era abitudine del legislatore dichiarare che tutte le opere finanziate da una determinata legge ovvero anche solo previste da essa fossero dichiarate di pubblica utilità nonché urgenti ed indifferibili per legge.
Ne venne d'abitudine l'utilizzo dell'istituto non solo per la realizzazione di strade, fognature, elettrodotti, depuratori, ma anche per la realizzazione di zone industriali e zone di edilizia economico-popolare, in cui le aree - occupate d'urgenza prima e poi espropriate - venivano cedute a privati (artigiani, industriali, cooperative edilizie), anche se talvolta restavano inutilizzate: per i proprietari dei terreni occupati neppure residuava la possibilità di chiedere la retrocessione, perché non era ancora completata la procedura di espropriazione per pubblica utilità.

## Condizioni
L'occupazione d'urgenza non può durare per più di 5 anni (art 13 T.U.) e comporta l'obbligo di un indennizzo ai proprietari dei terreni occupati, indennizzo quantificato nell'interesse legale per il periodo antecedente a quello dell'emanazione del decreto di esproprio.
Prima di occupare i terreni privati un tecnico dell'amministrazione espropriante deve redigere un verbale di consistenza in cui descrive lo stato dei luoghi e le coltivazioni in atto sui terreni, al fine di acquisire prima della modifica dei luoghi con l'opera pubblica gli elementi da porre a base per la valutazione della futura indennità di esproprio.
Di fronte però a numerosi casi in cui la procedura di espropriazione per pubblica utilità non seguiva nei tempi previsti e l'opera pubblica si trovava, allo scadere dei due anni di occupazione d'urgenza, ad essere stata realizzata su terreni diventati come occupati abusivamente e senza nessun indennizzo, il Giudice ordinario sentenziava che l'occupazione abusiva doveva comportare l'obbligo per la Pubblica amministrazione di risarcire il pieno valore del terreno di cui aveva provveduto allo spossessamento, e non già il minor valore stabilito dalla normativa per l'espropriazione per pubblica utilità dal 1885 (legge Napoli) in poi e dal 1970 in poi addirittura al solo valore agricolo in base agli estimi catastali.

## Contenzioso europeo
Inizialmente erano pochi i proprietari che ricorrevano al Giudice ordinario, anche perché spesso si trattava di limitate superfici e quindi limitati valori per ciascun proprietario, sicché si era venuta a creare una diffusa situazione di illegalità a seguito dell'esecuzione di opere pubbliche, come allargamenti stradali, condotte fognarie, acquedotti od elettrodotti che danneggiavano migliaia di piccoli proprietari e non erano regolarizzati da un punto di vista fondiario.
A seguito di una serie di ricorsi alla Corte europea dei diritti dell'uomo il legislatore cercò, a partire dal nuovo secolo XXI, di limitare l'uso dell'istituto dell'occupazione d'urgenza, di cui la maggior parte delle amministrazioni pubbliche avevano abusato. Nella nuova normativa sulle espropriazioni per pubblica utilità si tornò a stabilire il principio originario della legge del 1865, per cui l'opera pubblica doveva esser realizzata, almeno di regola, solo dopo l'esproprio dei terreni od altri immobili. In seguito, tuttavia, le maglie si sono nuovamente allargate in virtù dell'art. 22-bis del d.P.R. 327/2001, introdotto dal d.lgs. 27.12.2002, n. 302.